# Król wilków
Król wilków (jap. 王狼 Ōrō) – manga napisana przez Buronsona i zilustrowana przez Kentarō Miurę, publikowana na łamach magazynu „Gekkan Animal House” wydawnictwa Hakusensha w 1989 roku. Polski przekład mangi ukazał się nakładem wydawnictwa Hanami.

## Fabuła
Historia rozpoczyna się od zaginięcia Iby, japońskiego historyka oraz mistrza kendo, który samotnie prowadził badania na Jedwabnym Szlaku. Jego dziewczyna, Kyoko, nie mogąc pogodzić się ze stratą, osobiście udaje się do Chin na poszukiwania ukochanego. Gdy tylko natrafia na jego ślad, zostaje wciągnięta w wir czasoprzestrzenny, który przenosi ją do czasów imperium mongolskiego za panowania Czyngis-chana. Tam odnajduje Ibę, który został zmuszony walk na arenie niewolników, jednak wkrótce oboje przekonują się, że to dopiero początek wyzwań, jakie przed nimi stoją.

## Publikacja
Manga była publikowana w 1989 roku w magazynie „Gekkan Animal House”. Jej rozdziały zostały zebrane w jednym tankōbonie, wydanym 18 grudnia 1989 nakładem wydawnictwa Hakusensha. W 1990 roku powstał sequel, zatytułowany Legenda króla wilków (jap. 王狼伝 Ōrō den), który był wydawany w tym samym magazynie. Jego rozdziały zostały zebrane w pojedynczym tankōbonie, opublikowanym 24 sierpnia 1990. 13 marca 1998 wydano tom bunkoban zawierający obie serie. 13 września 2021 magazyn „Young Animal Zero” rozpoczął ponowną publikację serii.
W Polsce obie mangi zostały wydane w jednym tomie zbiorczym nakładem wydawnictwa Hanami, premiera miała zaś miejsce 30 czerwca 2009.